# روز پیروزی (۹ مه)

روز پیروزی یا روز غلبه (روسی: День Победы, Den' Pobedy یا دیـِن پابیـِده) روز تعطیلی‌ست به یاد پیروزی اتحاد جماهیر سوسیالیستی شوروی بر آلمان نازی در جنگ کبیر میهنی. این جشن اولین بار در ۱۶ جمهوری اتحاد شوروی برگزار شد، پس از اینکه قرارداد تسلیم آلمان در نیمه شب ۸ ماه مه ۱۹۴۵ (پس از نیمه شب در ۹ مه به وقت مسکو) امضا شد. دولت شوروی در اوائل روز ۹ مه مراسم امضا را در برلین اعلام کرد. گرچه افتتاحیه رسمی در ۱۹۴۵ انجام شد اما این روز تعطیل در جمهوری‌های مشخصی از شوروی در ۱۹۶۵ فقط یک روز غیرکارگری شد.
در جمهوری دمکراتیک آلمان از ۱۹۵۰ تا ۱۹۶۶ روز ۸ مه به عنوان «روز آزادی» در نظر گرفته شد و مجدد در چهلمین سالگرد در ۱۹۸۵. در ۱۹۷۵ یک مدل شوروی‌شده «روز پیروزی» در ۹ مه جشن گرفته شد. از ۲۰۰۲، دولت مکلنبورگ-فورپومرن آلمان ۸ مه را به عنوان «روز آزادی از نازیسم، و پایان جنگ جهانی دوم» به رسمیت شناخت.